# インセクト級砲艦
| インセクト級砲艦                       | インセクト級砲艦 |
| -------------------------------------- | --- |
| 写真は「エイフィス」                   | |
| 艦級概観                               | |
| 艦種                                   | 砲艦 |
| 艦名                                   | 昆虫の名 |
| 前級                                   | |
| 次級                                   | Tern級 |
| 性能諸元（データはネームシップのもの） | |
| 排水量                                 | 常備：625トン |
| 全長                                   | 72.09m |
| 全幅                                   | 10.97m |
| 吃水                                   | 1.22m |
| 機関                                   | ヤーロー式石炭・重油混焼水管缶2基 +三段膨張式レシプロ機関2基2軸推進                                                                              |
| 最大出力                               | 2,000hp |
| 最大速力                               | 14.0ノット |
| 航続距離                               | 10ノット/5,750海里 |
| 燃料                                   | 石炭：35トン 重油：54～75トン |
| 乗員                                   | 55名 |
| 兵装                                   | Mark VII 15.2cm（45口径）単装砲2基 アームストロング Marks II 7.62cm（40口径）単装高角砲1～2基 4cm（39口径）機関砲1基 マキシム 7.7mm単装機関銃8基 |

インセクト級砲艦 (Insect class gunboat) は、イギリス海軍が第一次世界大戦前に最初に建造した砲艦の艦級である。
ドナウ河作戦への投入を目的に整備されたが、イギリス軍によるドナウ河作戦は生起せず、他戦線で用いられた。
本級は艦名が全て虫の名前であるために「インセクト（虫）級」と呼称される。

## 艦形と武装
本級の船体形状は河川で使用するために乾舷の低い平甲板型であるが、限定的に沿岸航行も可能とするべく、艦首と艦尾のみ凌波性をよくするために甲板が高められた独特のデザインとなっている。この工夫のお陰で本級は河川砲艦ながら限定的に外洋航行が可能となり、「コンパス作戦」などの戦時には艦砲射撃に従事できた。
艦首甲板から前向きに主砲として前弩級戦艦「フォーミダブル級」の副砲にも採用されたMark VII 15.2cm（45口径）砲を単装砲架で1基を配置、甲板一段分上がって7.62cm（40口径）高角砲を単装砲架で1基、その背後に箱型の艦橋の背後に簡素な単脚式の前檣が立つ。艦橋構造の背後から1本煙突が立ち、煙突の周囲は艦載艇置き場となっており、艦載艇用のボート・ダビットが片舷2本1組で計2組で運用される。煙突から後ろは後ろ向きに15.2cm主砲1基が載る。艦底部はスクリュー軸を埋め込むために凹まされ、同様の理由で舵も3枚の小型の物に分散されて、少しでも浅い場所でもスクリューや舵を河底に擦らない様に工夫されていた。

## 同型艦
- エイフィス（Aphis） 由来はアブラムシ。1915年9月15日進水、1947年解体。
- ビー（Bee）　由来はハチ。1915年12月8日進水、1939年売却。
- シカーラ（Cicala）　由来はセミ。1915年12月19日進水、1941年12月21日香港にて日本軍の空襲により戦没。
- コックチェファー（Cockchafer）　由来はコフキコガネ。1915年12月17日進水、1949年解体。
- クリケット（Cricket）　由来はコオロギ。1915年12月17日進水、1941年7月12日キプロスにてイタリア軍の空襲により大破放棄。
- グローワーム（Glowworm）　由来はツチボタル。1916年2月5日進水、1928年売却。
- ナット（Gnat）　由来はブユ。1915年12月3日進水、1941年10月21日アレキサンドリアにてドイツ潜水艦の雷撃により擱座。
- レディバード（Ladybird）　由来はテントウムシ。1916年4月12日進水、1941年5月12日トブルクにてドイツ軍の空襲により着底。
- マンティス（Mantis）　由来はカマキリ 。1915年9月14日進水、1940年1月売却。
- モス（Moth）　由来はガ。1915年10月9日進水、1941年12月香港にて自沈。日本海軍砲艦須磨として1942年7月1日再就役、1945年3月19日江陰付近で触雷沈没。
- スカラブ（Scarab）　由来はフンコロガシ。1915年10月7日進水、1948年解体。
- タランチュラ（Tarantula）　由来はオオツチグモ。1915年12月18日進水、1946年ベンガル湾での演習にて砲撃標的として処分。

## ギャラリー

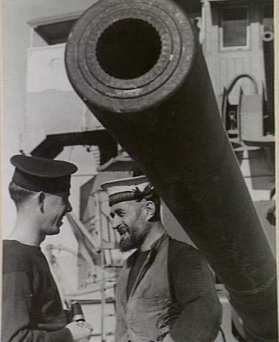
本級の主砲である15.2cm砲。写真は「レディバード」のもの。
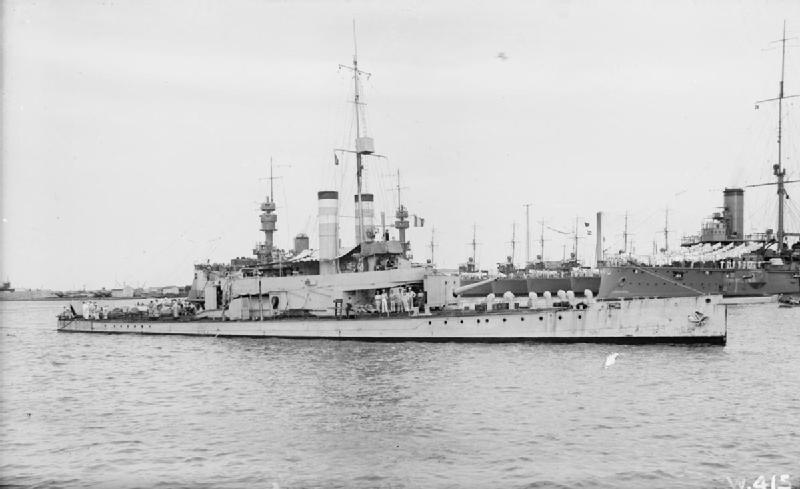
右舷から撮影された「レディバード」。
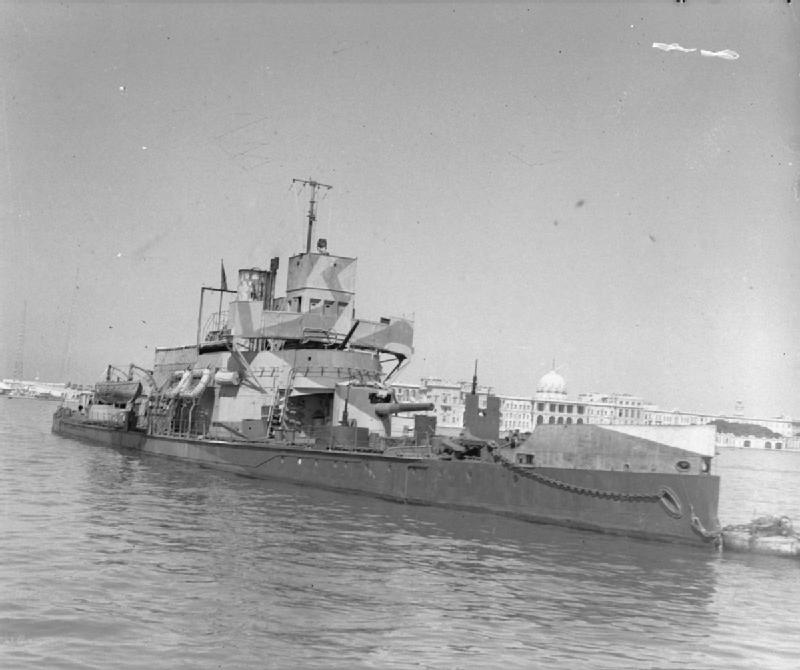
第二次大戦時の「エイフィズ（HMS Aphis）」。